# 中国人民志愿军编制序列
中国人民志愿军编制序列，列举了参加朝鲜战争的中国人民志愿军作战序列。

## 总部机关

### 司令部
- 司令员：

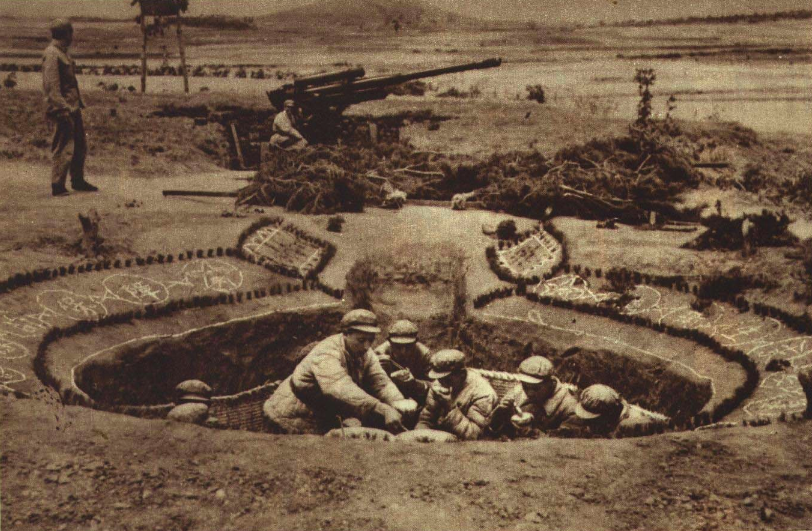
朝鲜战争中的中方阵地临时食堂

  - 彭德怀（1950年10月－1954年9月）
  - 陈赓（代理，1952年4月6日－7月）
  - 邓华（代理，1952年7月－1954年9月；1954年9月－10月）
  - 杨得志（1954年10月－1955年4月）
  - 杨勇（1955年4月－1958年10月）
- 政治委员：
  - 彭德怀（兼，1950年10月－1954年9月）
  - 陈赓（兼，代理，1952年4月－7月）
  - 邓华（兼，代理，1952年7月－？；兼，1954年9月－10月）
  - 李志民（1955年3月－1957年10月）
  - 王平（1957年10月－1958年10月）
- 副司令员：
  - 邓华（1950年10月－1951年6；第一，1951年6月－1954年9月）
  - 朴一禹（1950年11月24日－1953年2月）
  - 洪学智（1950年10月－？）
  - 韩先楚（1950年10月－1952年7月）
  - 陈赓（第二，1951年6月－1952年7月）
  - 杨得志（第二，1952年7月－1954年10月）
  - 宋时轮（第三，1951年6月－1952年7月）
  - 崔庸健（1953年2月-）
  - 杨勇（第三，1954年2月－1955年4月）
- 副政治委员：
  - 邓华（兼，1950年10月－1954年9月）
  - 朴一禹（1950年11月24日－1953年2月）
  - 甘泗淇（1951年8月－1953年4月）
  - 崔庸健（1953年2月-）
  - 李志民（1954年2月－1955年3月）
  - 王平（1957年9月－10月）
  - 梁必业（1957年10月－1958年10月）
- 参谋长：
  - 解方（1950年10月－1953年4月）
  - 张文舟（解方参加开城谈判期间，代理参谋长，1951年8月－1953年4月）
  - 李达（1953年4月－1954年2月）
  - 杨勇（1954年2月－1955年5月）
  - 王蕴瑞（1956年10月－1958年10月）
- 副参谋长：王政柱
  - 作战处（指挥所）：处长丁甘如/萧剑飞/成普/
  - 情报处：处长江涛
  - 通信处：处长崔伦/张凯，副处长张凯
    - 军邮局

  - 队列处（后改称军务处）：处长李炎，副处长李炎
  - 机要处：处长傅文杰。设一科、二科、报务股
  - 办公室：主任丁甘如/徐介藩/李炎。副主任杨凤安、杨迪。
  - 行政处：副处长张仲三
  - 通信兵处：副主任韩鏖
  - 司令部机关党委：书记
  - 驻安东办事处（简称“志安办）：由驻安东的志司办事处与各兵团办事处合并组成。正师级。主任兼政委范凤岐，副主任于耀亭、唐永杰。

司令部设机要科、通信科、作战科、警卫营；政治部设宣传科（对过江集结部队的宣传鼓动）、保卫科、入朝人员登记签证办公室（停战后）；后勤部设行政科、工程科（负责安东火车站与鸭绿江大桥的轰炸抢修）、民运科、运输科、卫生所、幼儿园、招待所。
1950年12月4日成立“中朝联司”，名义对内不对外。
志司驻地：
- 1950年10月19日17日30分，彭德怀带精干指挥所（称“八一办公室”）乘3辆车在安东过鸭绿江，朝鲜外务相朴宪永迎接，通知去水丰水电站等待撤出平壤的金日成。10月20日清晨抵达水丰水电站。10月20日傍晚出发去北镇附近的大洞约见金日成。彭率指挥所住沟里的草房内。彭、金10月21日清晨在大洞会见。金日成委派朴一禹为代表常驻志司。按毛泽东电示，邓华、洪学智从安东抵大洞。彭德怀指示邓华、洪学智立即到大榆洞开设、组建志愿军司令部。
- 第一次战役在大榆洞附近的矿洞；10月24日上午，彭德怀、朴一禹率“八一办公室”抵达大榆洞。10月24日下午，第十三兵团机关与“八一办公室”留守人员从安东抵大洞。
- 第二次战役的12月上旬迁移至妙香山与球场之间玉泉站附近的约200米长的南北走向的火车隧道，南端停用设警卫哨，人员都从北端进出。战役还未结束，12月下旬又前移到成川郡君子里附近的矿洞；
- 第三次战役开始后，前移至伊川郡甘凤里。
- 第四次战役的1951年4月下旬迁至伊川郡空寺洞；
- 1951年8月迁至桧仓几个废弃的金矿洞，一直到1958年9月撤军。

### 政治部
- 政治部主任：
  - 杜平（1950年10月－1951年8月）
  - 甘泗淇（兼，1951年8月－1953年1月）
  - 李志民（兼，1953年1月－1955年3月）
  - 张南生（1955年11月－1957年8月）
  - 王平（兼，1957年9月－10月）
  - 梁必业（兼，1957年10月－1958年10月）
- 政治部副主任：杜平（1951年秋）/任荣
- 组织部：部长任荣
- 宣传部：部长卓明/钱抵千/李唯一，副部长李唯一/石仰天/丁池/黄远（负责对敌宣传）
  - 讲师室
  - 理论训练大队
  - 新华社志愿军总分社：社长李唯一（兼），专职副社长普金
  - 《志愿军》报社：1951年1月15日创办，八开，一度出过四开，八版，一周两期，至1958年12月28日停刊共出版了733期。
- 文化部：1952年初从宣传部分立。部长罗文斌
  -     - 志愿军战士读物出版社兼《志愿军战士》半月刊：1952年初创办。社长沈政，主编俞德夫
- 干部部
  - 干部处：处长李明
- 民运部（友好工作部）：部长杨文汉/张少庭
- 敌工部：1952年成立。部长张梓桢
  - 俘虏管理处：主任王央公
- 保卫部：部长叶运高/张俊才
- 军法处：1950年12月14日设立，处长杜平（兼）
- 秘书处：
- 直属政治部：主任赵敬璞

### 后方勤务司令部
初期，东北局抽调6个东北局委员、4名东北人民政府的部长投入战勤保障。从东北各市、县抽调一批主官担任入朝的后勤各单位领导。随第一批部队入朝的支前职工、民工就达10万人，其中有担架、运输、修路民工，翻译、向导、司机、技工、医护等专业技术人员。在东北境内紧急动员、开设了91所后方医院，每所设有500-1000余张病床，接收志愿军及朝鲜军民的伤病员；全国支援的手术队80多个。渡江进入朝鲜的医院39所，9个医疗大队，36个手术队。动员、征集了700余辆万国造汽车随军入朝。入朝后第一周，被炸毁汽车180台，第一至第三次战役损失汽车1200余台。
初入朝时，后勤工作在东北军区司令员兼政委高岗、副政委李富春领导下，由“东北军区后勤部”（简称“东后”，1950年8月成立）负责。1950年10月由东北军区后勤部组成志愿军司令部后勤科，1950年11月改为“东北军区后勤部前勤指挥所”，主任为军人张明远，政委杜者蘅，政治部主任张平凯。下辖三个分部、七个大站、六个医院、三个汽车团及其他辎重、警卫部队。
1951年2月4日经周恩来提名，周纯全为东北军区后勤部部长，李聚奎为第一政委，东北局的张明远为第二政委，周玉成为第一副部长，军人张明远为第二副部长，杜者蘅（东北人民政府农业部长）为副政委。后来有苏焕清副政委、张济民副政委等。其中，周纯全、军人张明远、杜者蘅驻前方，李聚奎、周玉成驻后方，东北局张明远往来前后方。
1950年4月中旬，志愿军已经拥有16个军48个师，7个炮兵师，4个高炮师，4个坦克团，9个工兵团，3个铁道兵师和2个直属团，总兵力高达95万人。洪学智回北京向周恩来建议之下，1951年5月19日中央军委决议：（1）志愿军前线后勤指挥部改为志愿军后方勤务司令部，负责管理在朝鲜境内之一切后勤组织与设施；（2）志愿军后方勤务司令部，直接受志愿军首长领导；（3）撤销各兵团后勤部，所属部队统归后勤司令部。志愿军后方勤务司令部于6月成立。
- 志愿军后勤司令部
  - 司令员：洪学智（兼）
  - 政委：周纯全
  - 副司令员：张明远/杨恬、吴先恩
  - 副政委：杜者蘅
  - 政治部主任漆远渥
  - 财务部：部长况开田,副部长萧大荃
  - 卫生部：部长吴之理（51.6-54）/张步峰
    - 医院管理局：局长林茂

  - 运输部：部长刘玉堂，副部长蒋泽民
  - 油料部：部长邱南章（1952年8月-1957年11月），政委阎玉森
  - 军械部
  - 第1分部：1950年10月由东后驻辑安办事处及一批地方干部组成，驻龙兴洞。部长王强珠/孙力余，政委马绍华/李承琨，副部长孔庆隆/张振宇、尹闲邪、王强珠，副政委曾茂林/王忠番
  - 第2分部：1950年10月由第47军后勤部组成。部长王希克/沈开荣，政委李纲，副部长廖德桂、于寿康，副政委霍嘉霖
  - 第3分部：1950年11月由东北地方干部组成。驻定州安兴里、沙里院。部长毛普安，政委胡廷，副部长孔庆隆，副政治委员陆敬轩，政治部主任牛常学
  - 第4分部：1950年11月由第九兵团后勤部改编组成。部长钟羽一，政委贺有元，副部长陈耀汉，政治部主任冯村
  - 第5分部：1950年12月10日由东北抽调地方干部和西南军区的干部组成。部长邓禹/吕其恩/王仁兴，政治委员张天民，副部长袁国才/邓禹/李永春，副政治委员袁国才、曾茂林。
  - 第6分部：1951年1月25日成立，由华东军区后勤部组成。4月合并到第4分部。部长何震光，政治委员敖得胜/刘水，副部长孙寿昌/王力华，副政治委员开城。1951年2月部长兼政委况开田。
  - 第7分部：1951年1月26日成立。由第三军、第七军及新疆军区、陕西军区抽调组成。1951年7月，原第7分部改番号为第6分部。1951年底，第6分部合并到第4分部。部长白振华/况开田，政治委员吴桂三，副部长史德洲/白振华，副政治委员吴桂三
  - 公安第18师：1951年2月从东北驻地入朝。
    - 公安第52团
    - 公安第53团
    - 公安第54团
    - 公安第9团
    - 公安纠察团：1951年4月10日公安部队组建公安纠察团。5月25日赴朝。佩戴“志纠”标志，向各战区派遣巡逻纠察组。对志愿军军人执行纠察、收容、逮捕或扣留；对朝鲜军人交其警务部处理；对朝鲜群众违法者交其内务部处理。

  - 公安第1师：1952年12月入朝接替公安第12师。
    - 公安第1团
    - 公安第2团：负责城市纠察、收容、看押、交通检查、列车纠察等任务。
    - 公安第5团
    - 公安第32团
    - 公安第43团

1951年10月整编完成。直属部队包括：6个分部、28个大站、4个警卫团另9个营、13个汽车团、27个辎重团、3个公路工程大队、39个兵站医院、3个通信营、8个运输营，以及3万多民工，共计18.2万余人；另外配属后勤部直接指挥的部队还有：公安第18师（负责交通沿线治安）、步兵第149师（负责交通沿线防空袭警戒）以及11个工兵团（道路桥梁维修）和4个高炮师（11个营负责防空袭），总人数达22万余人。

### 炮兵司令部
炮兵指挥所（自五次战役）：司令员万毅/主任匡裕民，政委邱创成，副司令员匡裕民，参谋长匡裕民（兼），政治部主任吴涛，政治部副主任李俭珠，副参谋长贾克。炮兵第21、31师及高炮第61、62、63师于第四次战役末期入朝，未参加第四次战役。

### 各兵种指挥所
- 装甲兵指挥所：1951年3月以坦克第1师机关组成装甲兵指挥所，未参加第四次战役。主任黄鹄显，副主任罗杰，政治部主任毛鹏飞，副参谋长李自群。辖坦克第1、2、3团、独6团、摩托步兵团
- 工兵指挥所：第一批入朝参战的工程兵部队于1950年10月23日入朝，有工兵第4团（后改为第14团）、第6团（后改为第16团）。10月30日志愿军组成工程兵指挥部，主任陈正峰，副主任苏旺，参谋长马骏驰。率领入朝指挥所有工兵部队。从1951年6月到9月，工程兵部队有：第1、第4团、第7团、第10团、第14团、第15团、第16团、第17团、第18团、第21团、第22团，共计11个工兵团。1951年10月，志愿军组织了七个工兵团（第4、7、10、15、16、17、18团）和在二线轮休的各军、志愿军总部直属部队和国内朝鲜民工共计20万人普遍加固加宽原有公路，并开辟一些新公路。1953年7月停战时，我志愿军工兵指挥所司令员为谭善和（工程兵副司令）所辖部队有：工兵第3团、第4团、第6、第7团、第9团、第10团、第12团、第14团、第18团、第21团、第21团、第22团、第24团、第26团共13个工兵团（其他部队转回国内整休）。
  - 中国人民志愿军公路工程大队：1950年11月26日，东北人民政府发布命令：“根据目前军事运输的需要，必须迅速有效的及时抢修主要的公路提高运输效率供给军需，因此已责成（东北）交通部公路管理总局连同各省公路机构组成‘公路工程总队’计两千余人，以便迅速赴朝担负抢修的重大任务。”中国人民志愿公路工程总队下设两个大队8个中队24个分队。东北公路管理总局局长连柏生任总队长，王潮海任第一大队队长，刘钧任第二大队队长。11月27日，第一大队先遣人员由沈阳出发，与所属一、二、三、四中队汇集辑安、临江。12月9日午后3点，连柏生、王潮海率领部分干部战士过江。随后第二大队等及所属六、七、八中队的1400余人也相继入朝。配合军事进展，跟进抢修，“军队打到哪里，我们把路修到哪里”的口号。1951年1月22日，中国人民志愿军第一届后勤工作会议在沈阳召开，会上提出了目前战勤工作中“千条万条，运输是第一条”。为贯彻此次后勤会议精神，1951年2月5日，中国人民志愿军后勤部作出了《关于公路工程总队的任务与配属关系的决定》：“一、公路工程大队的任务主要是抢修公路与桥涵，保证汽车运输之通行，以及修筑必要的汽车掩体；二、以现有之公路工程总队重新改编为三个大队”，公路工程大队被纳入志愿军序列。1952年3月胜利完成任务。在一年零四个月中，共修建桥梁185座6869公尺，涵洞工程180座954.2公尺，汽车掩体576座，整修路面724044公尺，勘察路线27条2571公里，过水路面34道589公尺，新建房舍库房30座。
- 高炮指挥所：1951年11月成立，司令员吴昌炽。辖炮兵62、63、64师。
- 铁道兵指挥所：战争初期，东北铁路实施军事管制，由中长铁路管理局局长刘居英负责；朝鲜境内铁路由朝方负责。后方供应物资只有50%能送上前线，其余均空袭损失。1951年4月8日，三登的铁路库区遭轰炸，损失84节车皮的海量物资，其中生熟食品287万斤，食油33万斤，衣服40余万套，胶鞋19万双，还有大量军械弹药物资。1950年11月6日，铁道兵入朝。1951年8月成立中朝联合铁道运输司令部/1951年12月成立中朝联合前方铁道运输司令部.1954年5月撤退回国：司令员贺晋年（东北军区副司令员兼）/刘居英，政治委员张明远（兼）/刘居英（兼），副司令员刘居英、南学龙（朝方）、金黄一（朝方）、李寿轩、叶林，副政治委员崔田民、苏尚贤（朝方），政治部主任崔田民（兼），政治部副主任陈力
  - 铁道军事管理总局：局长刘居英（兼），副局长金黄一（兼）。
    - 熙川分局
    - 定州分局
    - 新成川分局
    - 平壤分局
    - 高原分局
    - 直属政治处

  - 运输局：局长周克，副局长金在贤（朝方）
  - 抢修指挥局：局长李寿轩（兼），副局长彭敏、权泽（朝方）
  - 抗美援朝铁道工程总队指挥部

### 空军联合司令部
1951年3月成立，未参加第四次战役。司令员刘震（兼东北军区空军司令员），副司令员王琏（朝方）、常乾坤（兼空军副司令员），参谋长沈启贤，政治部副主任李世安
- 冲击指挥所：1951年7月成立，11月撤销。司令员徐德操，政治委员吴富善，副司令员李阔（朝方），参谋长油江、黄炜华。辖空5师、空9师、空11师。
- 轰炸指挥所：1951年7月组成，11月撤销。司令员聂凤智。辖空8师、空10师。
- 空军第二军：1952年8月1日，以空军第2师和陆军抽调干部合编正式成立空军第二军，一部分人组成空军联合司令部辅助指挥所，第三、四、六师属空军第二军建制，由空军联合司令部直接指挥。成立时，第二任军长王德贵，副军长兼参谋长高厚良，副政治委员张百春，政治部主任李荆山，副参谋长黄鲁。1952年11月起，空军第二军负责领导与指挥空军联合司令部二线部队。1953年1月前，指挥第四、六、十八师；1953年1月后，指挥第三、四、十八师；1953年3月后，指挥第三、十二师、第九师第二十七团，朝鲜人民军空军第一师及第三师第六十一团[1]。
- 空军第三军：1952年5月在开原县正式组成，下辖空军第5、8、9师。军长曾国华，副军长邓东哲，副政治委员栗在山，参谋长蔡永，政治部主任邱子明

## 序列
1950年10月，第一次战役时，志愿军共有6个军18个步兵师，另3个炮兵师，2个后勤分部，总计30万人参战；
1950年11月第二次战役时，志愿军共有9个军30个步兵师，另3个炮兵师，1个铁道兵师，4个后勤分部，45万人参战；
1951年4月，第四次战役时，志愿军入朝兵力为14个军42个步兵师，另11个炮兵师，1个坦克师，3个铁道兵师，6个后勤分部，总计95万人；
1951年10月，粉碎“联合国军”秋季攻势期间，志愿军入朝兵力有19个军58个步兵师（包含独立步兵第33师），另9个炮兵师，1个坦克师，4个铁道兵师，6个后勤分部，115万人；
1952年2月，巩固阵地作战开始时，志愿军入朝兵力有17个军52个师（包含独立步兵第33师），另9个炮兵师，1个坦克师，4个铁道兵师，5个后勤分部，95万人；
1952年10月，秋季战术反击作戰和上甘岭战役期间，志愿军入朝兵力有17个军52个步兵师（包含独立步兵第33师），另10个炮兵师，1个坦克师，4个铁道兵师，5个后勤分部，97万人；
1953年5月，准备抗击“联合国军”在朝鲜半岛蜂腰部登陆暨三八线夏季反击作战，志愿军入朝兵力有19个军59个步兵师，另14个炮兵师，2个坦克师，10个铁道兵师，5个后勤分部，135万人，这是志愿军在朝兵力的最高峰。
中国人民志愿军以轮战方式入朝部队共计190万人，另外补充兵员接近50万人，赴朝军人总计240万人。另外，东北各省60万支前农民工、铁路系统职工、交通运输系统职工入朝。因此，抗美援朝过江入朝总人数300万人。

### 战斗序列
(综合各个时期)
中国人民志愿军司令员彭德怀、邓华、杨得志、杨勇，政治委员彭德怀（兼）、邓华（兼）、李志民、王平，副司令员邓华、洪学智、韩先楚、宋时轮、陈赓、杨得志，参谋长解方、张文舟（代）、李达、王蕴瑞，政治部主任杜平、张南生
- 3兵团：司令员陈赓、王近山（代）、许世友（后）
  - 12军：军长曾绍山、政治委员李震、副军长萧永银
    - 第31师：师长李长林
    - 第34师：师长尤太忠
    - 第35师：师长崔建功

  - 15军：军长秦基伟、政治委员谷景生
    - 第29师：师长张显扬
    - 第44师
    - 第45师：师长崔建功
      - 第135团2营6连：连长万福来，通讯员黄继光、肖登良、吴三羊

  - 60军：军长
    - 第179师
    - 第180师
    - 第181师
- 9兵团：司令员兼政治委员宋时轮、王建安（后），参谋长覃健，政治部主任谢有法
  - 20军：军长张翼翔、政治委员张翼翔、谭佑铭
    - 第58师：师长黄朝天
      - 第172团
        - 1营3连：连长杨根思

      - 第173团
      - 第174团

    - 第59师（辖第175、176、177团），师长戴克林/张宜爱
    - 第60师（辖第178、179、180团），师长彭飞
    - 第89师（辖第265、266、267团）：师长余光茂、师政委王直、副师长曾照熙、副政委兼政治部主任罗代周、参谋长周伯明、副参谋长黄河清。1951年2月撤编。师司政后机关分别编入第20军司政后各部门；265团改建为20军特务团；266团直属分队及一营和二营编入60师180团，三营编入59师；266团机关改编为军后勤部担架团机关；267团机关改编为新兵训练团机机关，所部编入58师；师炮兵团一个营编入60师，其余编入58师、59师及军特务团。

  - 26军：军长张仁初 政委李耀文 副军长张铚秀、张秀 参谋长冯鼎山 政治部主任王直 政治部副主任曹普南 后勤部部長湯鲁泉
    - 第76师 师长陈忠梅 政委戴成功 副政委孙芳圃 参谋长亓谦斋 政治部主任张汉伟 政治部副主任宋昆
    - 第77师：师长沈萍 政委魏伯亭 副师长王法山/董毓湘 参谋长张书香 政治部主任陈相周/孙良浩（1951.2.28-1951.5）政治部副主任魏幼农
    - 第78师：师长齐安聚 政委张健 副师长何玉祥 参谋长刘佐 政治部主任南平波 政治部副主任徐尧田
    - 第88师：师长吴大林、政委龚杰、副师长王海山、副政委刘立封、参谋长李东海、政治部主任孙良浩、政治部副主任高振琪。262团团长张元和、政委文道宏。1951年2月28日缩编为第26军特务团。

  - 27军：军长彭德清，政治委员刘浩天
    - 第79师：师长刘静海
    - 第80师（辖第238、239、240团）：师长张铚秀/詹大南(兼)
    - 第81师（辖第241、242、243团）：师长孙端夫
    - 第94师：师长邬兰亭
      - 第281团
- 13兵团/直属军：司令员兼政治委员邓华
  - 38军：军长梁兴初，政委刘西元，副军长江拥辉
    - 第112师：师长杨大易
      - 第334团
      - 第335团：团长范天恩，政委赵霄云
        - 1营3连：连长戴如义，指导员杨少成

      - 第336团

    - 第113师：师长江潮，政委于敬山
      - 第337团
      - 第338团：团长朱月华
      - 第339团

    - 第114师（辖第340、341、342团）

  - 39军：军长吴信泉
    - 第115师（辖第343、344、345团）
    - 第116师：师长汪洋
      - 第346团：团长吴宝光
      - 第347团
      - 第348团

    - 第117师（辖第349、350、351团）：师长张竭诚

  - 40军：军长温玉成
    - 第118师：师长邓岳，政委张玉华，参谋长汤仲景
      - 第352团：团长罗绍福
      - 第353团
      - 第354团：团长褚传禹，政委陈耶

    - 第119师
    - 第120师

  - 42军：军长吴瑞林
    - 第124师（辖第370、371团）：副师长肖剑飞
    - 第125师
    - 第126师

  - 47军：军长
    - 第139师
    - 第140师
    - 第141师

  - 50军：军长曾泽生，参谋长舒行
    - 第148师
    - 第149师
    - 第150师

  - 66军：军长
    - 第196师
    - 第197师
    - 第198师
- 19兵团：司令员杨得志、韩先楚（后）、黄永胜（后），政治委员李志民
  - 63军：軍長傅崇碧，政委龙道权
    - 第187师 : 師長徐信
    - 第188师：师长张英辉
    - 第189师 : 師長蔡長元

  - 64军：军长
    - 第190师
    - 第191师
    - 第192师

  - 65军：军长
    - 第193师
    - 第194师
    - 第195师
- 20兵团：司令员杨成武、郑维山（代）、杨勇（后），政治委员张南生、王平（后）
  - 21军：军长
    - 第61师
    - 第62师
    - 第63师

  - 54军：军长
    - 第130师
    - 第134师
    - 第135师

  - 60军：军长
    - 第179师
    - 第180师
    - 第181师

  - 67军：军长
    - 第199师
    - 第200师
    - 第201师

  - 68军：军长
    - 第202师
    - 第203师
    - 第204师
- 23兵团：司令员董其武，政治委员高克林（该兵团负责朝鲜北方机场修建工程，未与美军正面交战）
  - 36军：军长
    - 第106师
    - 第107师
    - 第108师

  - 37军：军长
    - 第109师
    - 第110师
    - 第111师

  - 骑兵第4师，师长鄂友三
  - 1军：军长
    - 第1师
    - 第2师
    - 第7师

  - 16军：军长
    - 第46师
    - 第47师
    - 第186师

  - 23军：
    - 第67师
    - 第69师
    - 第73师

  - 24军：军长
    - 第70师
    - 第72师
    - 第74师

  - 46军：军长
    - 第133师
    - 第136师
    - 第137师
- 空军：司令员刘震、聂凤智（后）（辖第2、3、4、5、6、7、8、9、10、12、14、15、16、17、18师）
  - 空2师（1951年10月22日－1952年1月6日）10月22日政委张百春率师部及第4团(拉-11战斗机，团长徐兆文)进驻凤城机场；11月4日副师长张庆和率第6团（米格-15战斗机，团长徐登昆）进驻大孤山机场。共出动飞机890架次，击落美机4架、击伤6架；损失飞机6架，牺牲飞行员5名。王天保获二级战斗英雄荣誉称号。
  - 空3师（1951年10月20日代师长袁彬、政委高厚良率部进驻浪头机场。1952年1月14日空3师返回沈阳休整。第一轮参战86天，出动飞机2391架次，空战23次，击落敌机55架、击伤8架，毛泽东题次“向空军第三师致祝贺”。1952年5月1日－1953年1月25日空3师第二轮参战，击落美机32架、击伤19架。1953年1月6日，中央军委致电祝贺：第3师的光辉战绩，证明了志愿军空军的战斗力已大大提高，空3师积极英勇机敏的作战行动，值得全军学习。两次参战共出动飞机4733架次，实战932架次，击落敌机87架、击伤27架；己方被击落飞机44架、击伤19架，牺牲飞行员18名。第9团1大队、2大队，第7团3大队7中队，第9团3大队9中队荣立集体一等功。涌现出一级战斗英雄、特等功臣赵宝桐、王海、孙生禄、刘玉堤；二级战斗英雄、特等功臣杨振玉、范万章、焦景文等战斗机飞行员。
  - 空4师：1950年12月21日师长方子翼、政委李世安率第10团28大队进驻浪头机场。1951年1月21日第28大队大队长李汉率队与美空军作战，击伤美机1架，为志愿军空军首次空战与首个战果。1月29日李汉率队再次与美机空战，击落、击伤美机各1架，为志愿军空军首次击落。随后第10团29大队、30大队和第12团先后参战。1951年3月2日调后方休整。1951年7月5日至8月4日第12团进驻浪头机场参战。1951年9月12日－10月19日，全师第三轮参战，在38天出动飞机29批508架次，参加双方200架以上超大机群空战7次，击落20架、击伤10架。1952年1月16日－5月30日第四轮参战，负责带领新部队见习空战，击落美机17架、击伤9架。1953年3月31日改装米格-15比斯型飞机后第五轮参战，5月30日凌晨第10团副团长侯书军击落F-94型飞机1架，为志愿军空军首次夜间击落敌机。空4师5次轮战共战斗出动384次，起飞4122架次，空战69次，击落敌机64架、击伤24架。被击落飞机55架、击伤24架，牺牲飞行员25名。第10团3大队荣立集体一等功。涌现出一级战斗英雄、特等功臣张积慧；二级战斗英雄、一等功臣李汉、邹炎；二级模范、一等功臣耀先等英模人物。
  - 第5师，师长马勇，未参战
  - 空6师：1951年12月8日至3月13日，师政委张志勇、副师长北沙率空6师进驻大东沟机场参战。1953年1月28日至7月27日第二轮参战。两次参战共击落美机26架、击伤5架，被击落飞机28架、击伤19架，牺牲飞行员15名。
  - 第7师，师长韩顾三，未参战
  - 第9师，师长何济林，未参战
  - 空12师：1952年3月19日至1953年3月31日，师长王明礼、政委李明刚率师部和第34团、第36团进驻大孤山机场参战。共击落敌机57架、击伤11架，被击落飞机27架、击伤40架，牺牲飞行员7名。第34团荣立集体二等功。鲁珉、郑长华分别获授一级战斗英雄和二级战斗英雄荣誉称号。
  - 空14师：1951年11月16日，师长王毓淮、政委谢继友率部从北京南苑机场经唐山、沈阳北陵机场转场进驻大孤山机场在空3师第9团带领下见习参战。12月13日下午第40团起飞歼击机18架在平壤上空遭美空军F－86大机群包抄突袭，击落击伤敌机3架，被击落飞机7架、击伤2架。1952年2月14日撤回二线休整。1953年4月16日至7月27日第二轮参战。总共出动飞机共1139架次，空战8次，击落美机10架、击伤2架。被击落飞机12架，击伤3架，牺牲飞行员6名。
  - 空15师：1952年1月12日，师长黄玉庭、政委崔文斌率部进驻大孤山机场参战。至5月17日撤回二线改装米格－15比斯型飞机，共战斗出动638架次，空战7次，击落美机11架、击伤3架。1952年12月5日第二轮参战，第45团李世英、阎清水、宋义春、蒋道平飞行中队，11次空战共击落击伤美机14架，己方无损失。4月7日下午，第43团飞行员韩德彩击落美国空军双料王牌飞行员哈罗德·爱德华·费席尔（英语：Harold Fischer）。4月12日第45团飞行员蒋道平击落美国空军王牌驾驶员约瑟夫·麦克康耐尔（英语：Joseph C. McConnell）。空15师两轮参战共击落美机51架、击伤16架，己方被击落飞机41架、击伤37架，牺牲飞行员15名。第45团1大队2中队荣立集体一等功，韩德彩、蒋道平、吴胜凯被授予二级战斗英雄荣誉称号。
  - 空16师：1953年1月25日，师长孙同盛、政委张雍耿率部进驻大孤山机场参战。战斗起飞88批、693架次，击落、击伤敌机各1架，己方无损伤。
  - 空17师：1952年3月25日，师长李树荣、政委罗斌率部进驻大东沟机场参战。击落敌机23架、击伤3架，被击落11架、击伤2架，牺牲飞行员9名。
  - 空18师：1952年5月22日至12月5日，师长王定烈、政委徐明率部进驻大孤山机场参战。空战7次，击落敌机6架，被击落、击伤飞机各3架，牺牲飞行员1名。
  - 空8师：1951年10月中旬，师长吴恺、政委葛振岳率部进驻沈阳于洪屯机场开始参战准备。4架图-2型轰炸机被击落、4架被击伤，牺牲空勤人员15名。击落美机1架。第24团1大队荣立集体二等功，高月明、毕武斌荣立一等功、获二级战斗英雄荣誉称号。
  - 空10师：1951年9月27日，师长刘善本、政委王学武率师部和第28团进驻辽阳机场开始参战准备。
- 炮兵：司令员万毅（未到职），政治委员邱创成（辖第1、2、8师）
  - 炮兵第1师：辖炮兵第25、26、27团。师长文击，政委张英|张英，参谋长杨国治，政治部主任张百令。
  - 炮兵第2师：辖炮兵第28、29、30团。师长宋承志/朱光，政委丁本淳/张百令，参谋长张进，政治部主任戈亚明。
  - 炮兵第8师：辖炮兵第42、44、45、46团。师长王珩，政委李振邦，副师长黄登保，参谋长郑扶。
  - 炮兵第21师：辖炮兵第201、203团。师长吕荣正，政治委员刘禄长，副政治委员吕琳，参谋长刘义荣，副参谋长王宪武，政治部副主任薄能贵
  - 炮兵第31师：辖炮兵第401、402、403团。师长张量，副政治委员黄绍凯。
  - 炮兵第32师：辖第404、405、406团。师长孙继争，政治委员邱铁雄
  - 炮兵第61师：辖高炮第601、602、603团。副师长阮邦和，副政治委员何晓初
- 高射炮兵：司令员吴昌炽（辖第62、63、64师）
  - 炮兵第62师：辖高炮第604、605、606团。副师长王星
  - 炮兵第63师：辖高炮第607、608、609团，副师长吴忠泰，副政治委员李云龙，参谋长刘冠勇，政治部主任韩天伦，副参谋长肖克强
  - 炮兵第64师：辖高炮第610、611、612团。师长吴昌炽，参谋长尹珙，政治部主任谢惠民，政治部副主任彭丹陵
- 装甲兵：主任黄鹄显
- 公安部队：第18师[2]，师长兼政委張天恕

### 非战斗序列
- 铁道兵
  - 铁道兵第1师：辖桥梁第1、11团，线路第21团。师长刘克，政委郭延林，副师长汪祖美，副政委李平，参谋长刘波涛，政治部主任李平（兼）
  - 铁道兵第2师：1951年4月入朝，辖桥梁第2、12团，线路第22团。师长刘震寰，政治委员马凤午，副师长肖春先，总工程师陈兆舟，副政治委员李子华，参谋长张峰铭
  - 铁道兵第3师：1951年2月入朝，辖桥梁第3、13团，线路第23团。师长龙桂林，政治委员徐斌，副师长黄振荣，副政治委员岳心广，政治部副主任李清德
  - 铁道兵第4师：辖桥梁第4、14团、线路第24团。政治委员刘学礼，副师长张云山，副政治委员张星耀，参谋长吴志笃
  - 直属桥梁团
  - 直属独立团
- 工兵：主任陈立峰
- 通信兵